# Dymitr Gościk
Dymitr Gościk (ur. 31 lipca 1924 w Bielewiczach, zm. 4 lipca 1972 w Białymstoku) – działacz partyjny (PPR/PZPR).
Po ukończeniu szkoły powszechnej w 1937 do wybuchu wojny w 1939 pracował w gospodarstwie rodziców, a w czasie okupacji pracował przy wyrębie lasu. W 1944 współpracował z sowieckim oddziałem partyzanckim dowodzonym przez A. Karpiuka i stanowiącym część Brygady Partyzanckiej im. K. Kalinowskiego. Jesienią 1944 powołany do Armii Czerwonej, brał udział w bitwach z Niemcami na ziemiach polskich, był trzykrotnie ranny. Podczas służby w Armii Czerwonej wstąpił do Komsomołu. Zdemobilizowany w listopadzie 1945, wrócił do rodzinnej wsi. Od września 1946 był członkiem PPR, został skierowany do Wojewódzkiej Szkoły Partyjnej. Po ukończeniu kursu w listopadzie 1946 został instruktorem Komitetu Wojewódzkiego (KW) PPR w Białymstoku. Od kwietnia do listopada 1947 był słuchaczem Centralnej Szkoły PPR w Łodzi, po ukończeniu której został II sekretarzem Komitetu Powiatowego (KP) PPR/PZPR w Grajewie. W lutym 1949 został I sekretarzem PZPR w Suwałkach, a w sierpniu 1950 I sekretarzem KP PZPR w Sokółce. Od X 1951 do III 1953 sekretarz Okręgowej Rady Związków Zawodowych (ORZZ) w Białymstoku. Od kwietnia 1953 zastępca kierownika Wydziału Organizacyjnego KW PZPR w Białymstoku (do 1959 oraz w latach 1960–1972). Od XI 1959 do XII 1960 I sekretarz KP PZPR w Ełku. Był odznaczony m.in. Krzyżem Komandorskim i Kawalerskim Orderu Odrodzenia Polski.